# Barnisław (West-Pommeren)
Barnisław (Duits: Barnimslow) is een dorp in de Poolse woiwodschap West-Pommeren. De plaats maakt deel uit van de gemeente Kołbaskowo (Powiat Policki).

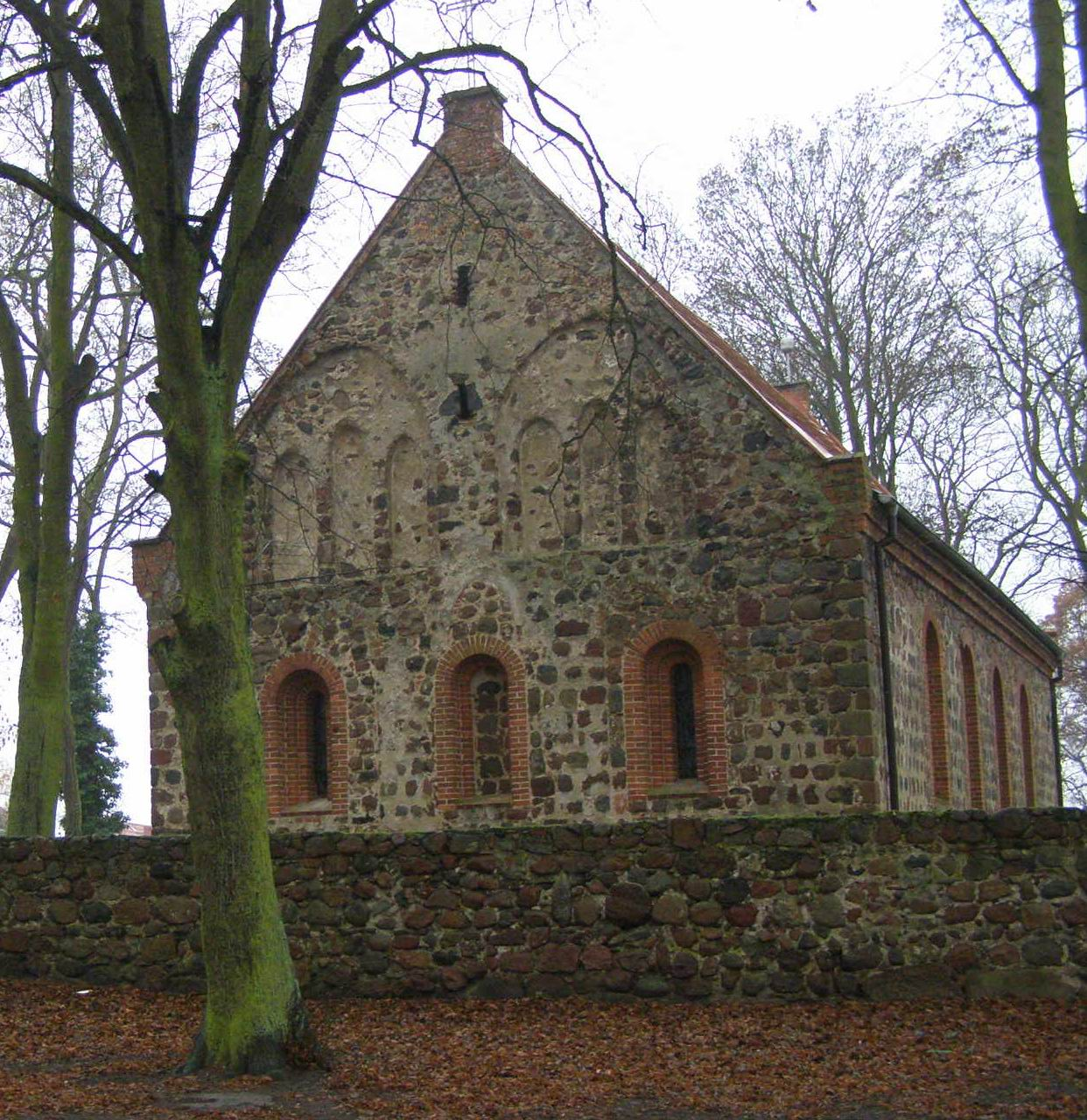
Kerk in Barnisław